# Hurrikan Donna
Hurrikan Donna war ein tropischer Wirbelsturm der Kategorie 5 im Jahr 1960, der in weiten Teilen der Karibik und der Ostküste der Vereinigten Staaten große Schäden anrichtete.

## Sturmverlauf
Donna hält den Rekord für den Wirbelsturm, der am längsten den Status eines „starken tropischen Wirbelsturms“ (Stufe 3 oder höher auf der Saffir-Simpson-Hurrikan-Windskala) behielt. Für über 9 Tage, vom 2. September bis zum 11. September, erreichte Donna durchschnittliche Windgeschwindigkeiten von über 180 km/h. Von dem Zeitpunkt, an dem sich Donna als tropisches Tiefdruckgebiet über den Kap-Verde-Inseln bildete, bis zur endgültigen Auflösung hielt sich Donna über 17 Tage lang. Auf dem Weg über den Atlantik verstärkte sich der Wirbelsturm bis zur Kategorie 5.

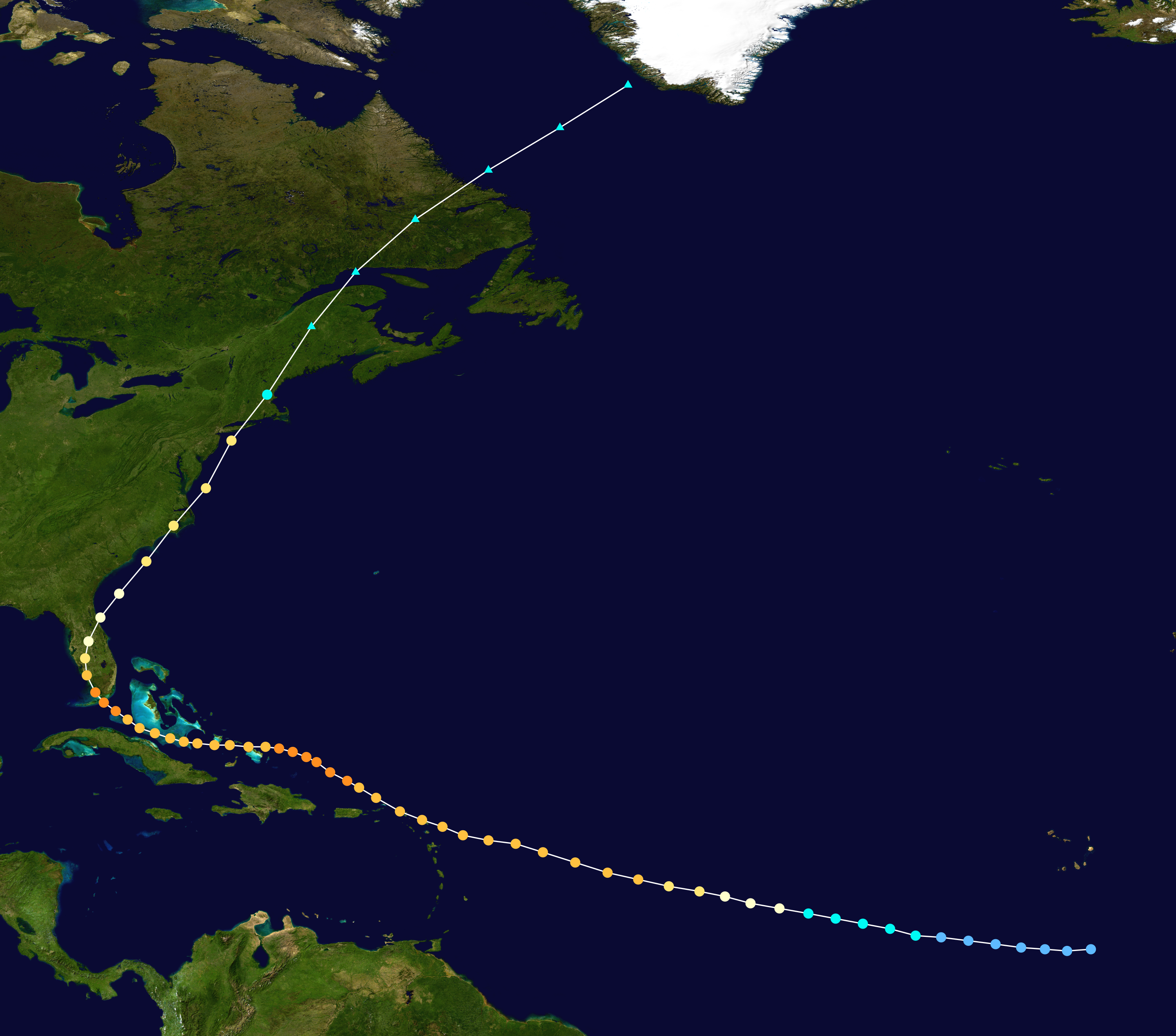
Der Verlauf von Donna

Nachdem Donna den Norden von Puerto Rico und Hispaniola überquert hatte, zog es über die Bahamas Richtung Ostküste der USA. In Marathon auf den Florida Keys erreichte Donna erstmals das Festland. Hier wurden Windgeschwindigkeiten von 280 bis 320 km/h und ein Luftdruck von 930 hPa gemessen. Der Sturm zog weiter über den Golf von Mexiko, um danach eine nördliche Richtung einzuschlagen. Das zweite Mal, dass Donna Festland erreichte, war zwischen den Orten Naples und Fort Myers in Florida. Hier besaß Donna noch eine Stärke der Stufe 4.
Nach der Überquerung der Halbinsel Florida strebte der Sturm weiter über den Atlantik Richtung Norden um dann über Long Island, New York ein drittes und letztes Mal das Festland zu erreichen.
Im Jahr 2004 folgte Hurrikan Charlie einem ähnlichen Weg wie Donna. Beide Wirbelstürme werden als besonders langsame Stürme bezeichnet.

## Auswirkungen
Hurrikan Donna war ein sehr zerstörerischer Sturm und die Zahl der betroffenen Regionen wurde erst wieder 2005 durch Hurrikan Wilma  erreicht. Insgesamt wurden 364 Personen durch den Wirbelsturm getötet, davon 148 direkt.

### Kleine und Große Antillen
Auf den Jungferninseln kam es nur zu kleineren Schäden. Trotzdem starben hier sieben Menschen. Auf Puerto Rico erzeugten die Regengüsse starke Überschwemmungen und Springfluten, bei denen 107 Personen (davon allein 85 in der Stadt Humacao) umkamen.
| Rang                                        | Hurrikan     | Saison | Luftdruck (in mbar) |
| ------------------------------------------- | ------------ | ------ | ------------------- |
| 1                                           | Labor Day    | 1935   | 892                 |
| 2                                           | Camille      | 1969   | 900                 |
| 3                                           | Irma         | 2017   | 914                 |
| 4                                           | Katrina      | 2005   | 920                 |
| 5                                           | Andrew       | 1992   | 922                 |
| 6                                           | Indianola    | 1886   | 925                 |
| 7                                           | Florida Keys | 1919   | 927                 |
| 8                                           | Okeechobee   | 1928   | 929                 |
| 9                                           | Miami        | 1926   | 930                 |
| 10                                          | Donna        | 1960   | 932                 |
| Quelle: HURDAT, Hurricane Research Division |              |        |                     |

### Bahamas
Auf den Bahamas wurden keine Toten registriert, obwohl die Zerstörungen sehr groß waren.

### USA
In Florida richtete Donna die größten Schäden an, in dem der Sturm viele Häuser und Schiffe zerstörte. Außerdem wurden große Teile der Ernte vernichtet. Darunter waren 35 % der Grapefruit-Ernte, 10 % der Orangen und der Mandarinen-Ernte. Die Avocado-Ernte wurde fast komplett zerstört. Am Tag nach dem Eintreffen in Florida erklärte Präsident Dwight D. Eisenhower den nationalen Notstand in der Region von den Florida Keys bis Zentral-Florida.
In North Carolina und New York wurden auch große Schäden angerichtet. Donna war einer der wenigen Wirbelstürme, die an der gesamten Ostküste der USA mit starken Windgeschwindigkeiten gemessen wurden. Insgesamt 50 Amerikaner wurden durch Donna getötet und die Schadenssumme in den USA erreichte eine Größe von über 3 Milliarden Dollar.
Der Name „Donna“ wurde aus der Namensliste für Wirbelstürme gestrichen und wird nie wieder für einen anderen Hurrikan benutzt. Er wurde 1964 durch „Dora“ ersetzt.